# 1990 en Bretagne
 Chronologie de la Bretagne
- 1986
- 1987
- 1988
- 1989
- 1990
- 1991
- 1992
- 1993
- 1994

Cette page recense des événements qui se sont produits durant l'année 1990 en Bretagne.

## Politique
- 27 février : Le département des Côtes-du-Nord devient les Côtes-d'Armor.

## Culture
- 21 juin : Ouverture d'Océanopolis, centre de culture scientifique consacré aux océans, situé à Brest. Il a été conçu par l'architecte Jacques Rougerie.

### Arts
- Novembre : inauguration du centre d'art contemporain Le Quartier à Quimper.